# Abdullah Öcalan
Abdullah "Apo" Öcalan (født 4. april 1949) er en kurdisk politisk leder. Öcalan er såvel grundlægger som officiel leder af Kurdistans Arbejderparti (PKK) som siden 1984 har ført væbnet kamp i Tyrkiet oprindeligt med den hensigt at skabe en selvstændig kurdisk stat i blandt andet de kurdisk dominerede områder i det østlige Tyrkiet. 
Öcalan har siden 1999 været fængslet på øen İmralı i Marmarahavet.
Abdullah Ocalan regnes i Tyrkiet for at være terrorist og for at have været skyld i krig i mange år i det sydøstlige Tyrkiet. Ifølge PKK har han kæmpet for frihed for kurderne siden 1980'erne.
Abdullah Ôcalans ideer om demokratisk konføderalisme er en social, politisk og økonomisk samfundsmodel der   især fokuserer på ligestilling mellem mænd og kvinder, økologi og samtlige minoriteter på tværs af etniske og religiøse skel.[kilde mangler]